# Parafia św. Mikołaja w Kędzierzynie-Koźlu
Parafia św. Mikołaja w Kędzierzynie-Koźlu – parafia rzymskokatolicka, będąca siedzibą dekanatu Kędzierzyn diecezji opolskiej w metropolii katowickiej. Erygowana w 1902. Kościół parafialny wybudowany w latach 1900–1902, mieści się w dzielnicy Kędzierzyn, będącej częścią Kędzierzyna-Koźla. Plebania znajduje się w budynku przy ulicy Doktora Judyma 1.

## Duszpasterze
- ks. Krzysztof Piotr Dziubek – proboszcz
- o. Gilbert Jan Ciomperlik OFM – wikariusz[2]
- ks. Marcin Jaśkowski – wikariusz[2]

| Lista proboszczów parafii św. Mikołaja w Kędzierzynie–Koźlu |                             |
| Okres                                                       | Proboszcz                   |
| 1903–1937                                                   | ks. Maksymilian Wontropka   |
| 1937–1946                                                   | ks. Georg Wotzka            |
| 1946–1958                                                   | o. Jan Skrzyniecki OMI      |
| 1958–1967                                                   | o. Jerzy Machoń OMI         |
| 1967–1982                                                   | o. Jan Opiela OMI           |
| 1982–1984                                                   | o. Jan Jop OMI              |
| 1984–2012                                                   | ks. Manfred Henryk Kokott   |
| 2012–                                                       | ks. Krzysztof Piotr Dziubek |

## Historia parafii
Początkowo mieszkańcy obecnych dzielnic wchodzących w skład parafii św. Mikołaja, Kędzierzyna i Kuźniczki, przed utworzeniem obecnej parafii należeli terytorialnie do innych parafii, powołanych wcześniej. Mieszkańcy Kędzierzyna należeli do parafii św. Jana Nepomucena w Starym Koźlu, a Kuźniczki do parafii św. Katarzyny Aleksandryjskiej w Sławięcicach. Jak przypuszcza się, pierwszym kościołem zbudowanym na terenie Kędzierzyna był niewielki, drewniany kościół zbudowany w XVII wieku, w miejscu obecnego peronu IV kędzierzyńskiego dworca PKP z okazji misji, istniejący do 1913. Z innych źródeł podanych przez Zakrzewskiego, a pochodzących z kroniki parafialnej Starego Koźla wynika, że w II połowie XVIII wieku drewniany kościół pw. św. Jana Nepomucena w Starym Koźlu rozebrano, przenosząc go do Kędzierzyna. Ze źródeł prasowych Schlesiche Volkszeitung z 1902 oraz protokółu powizytacyjnego z 1697 wynika, że fundatorami kościoła była rodzina von Reiswitz. Kościół służył najpierw wspólnocie protestanckiej, a dopiero od lat 20. XVIII wieku przejęli go katolicy. 2 maja 1892, 112 mieszkańców wysłało petycję do kard. Georga Koppa, w sprawie utworzenia samodzielnej parafii w Kędzierzynie. Początkowo 11 kwietnia 1893 utworzono w Kędzierzynie parafię filialną, parafii w Starym Koźlu. Potem 19 października 1902 kard. Kopp konsekrował nowy, murowany kościół pw. św. Mikołaja. Stary, drewniany kościół został później przeniesiony do Wrocławia w 1913, do Parku Szczytnickiego (niem. Scheitniger Park) z okazji przygotowanej tam wystawy sztuki cmentarnej. 
28 grudnia 1902 erygowano samodzielną parafię pw. św. Mikołaja, a od 12 marca 1903 ks. Maksymilian Wontropka został jej pierwszym proboszczem. W nowej parafii  powołano wiele stowarzyszeń katolickich: Katolicki Związek Młodzieży i Mężczyzn, Katolickie Stowarzyszenie Kobiet, Stowarzyszenie Muzyczne „Cecilia” oraz Katolickie Posłannictwo Kolejarskie. Początkowo parafią zarządzał sam proboszcz, a od 1928 przydzielono parafii również wikariusza. Podczas oblężenia Kędzierzyna przez wojska radzieckie, w czasie drugiej wojny światowej proboszcz (od 1937 Georg Wotzka) musiał opuścić parafię, przenosząc się do Sławięcic, gdzie w 1949 zmarł. W 1946 parafia została przejęta przez księży ze Zgromadzenia Misjonarzy Oblatów Maryi Niepokalanej. Następnie po utworzeniu w 1982 nowej, sąsiedniej parafii św. Eugeniusza de Mazenod w dzielnicy Pogorzelec i przeniesieniu się tam księży oblatów, parafię od 1984 ponownie objęli księża diecezjalni. Parafia liczy około 9400 wiernych .

## Grupy parafialne
- Duszpasterstwo młodzieży
- Grupa Kręgu biblijnego
- Klub Inteligencji Katolickiej
- Parafialny zespół muzyczny
- Ruch Odnowy w Duchu Świętym
- Ruch Światło-Życie
- Służba Liturgiczna
- Wspólnota Żywego Różańca
- Zespół Charytatywny Caritas

## Zasięg parafii
- Kędzierzyn-Koźle:
  - dzielnica Kędzierzyn, ulice: Aleja Jana Pawła II 1–28, Aroniowa, Astrów, Bałtycka, Damrota, Dąbrowskiego, Dmowskiego, Doktora Judyma, Dworcowa, Dzierżonia, Głowackiego, Grunwaldzka 1–67, Harcerska 1–10, Jagodowa, Jarzębinowa, Kanałowa, Kościelna, Krótka, 11 Listopada, Lompy, 1 Maja, Malinowa, Matejki, Miarki, Miła, Morelowa, Nowa, Parkowa, Piękna, Pionierów 1–3, Plac Wolności, Plebiscytowa, Pogodna, Poprzeczna, Powstańców, Poziomkowa, Północna, Przyjemna, Pułaskiego, Pusta, Słoneczna, Stalmacha, Traugutta, Wąska, Wojska Polskiego 12, 14 i 16, Zamknięta, Zaścianek, Zgodna
  - dzielnica Kuźniczka, ulice: Akacjowa, Aleja Spokojna, Brzozowa, Gajowa, Głogowa, Grabowa, Grunwaldzka 68–87, Jaśminowa, Jaworowa, Jesionowa, Jodłowa, Kalinowa, Leszczynowa, Lipowa, Modrzewiowa, Morwowa, Ogrodowa, Orzechowa, Platanowa, Starowiejska, Topolowa, Wiśniowa